# Kanton Domérat-Montluçon-Nord-Ouest
Der Kanton Domérat-Montluçon-Nord-Ouest war bis 2015 ein französischer Wahlkreis im Arrondissement Montluçon, im Département Allier und in der Region Auvergne. Hauptort war Domérat, daneben umfasste der Kanton den nordwestlichen Teil der Stadt Montluçon.

## Geschichte
Der Kanton wurde am 4. März 1790 im Zuge der Einrichtung der Départements als Teil des damaligen District de Montluçon gegründet. Mit der Gründung der Arrondissements am 17. Februar 1800 wurde der Kanton dem neuen Arrondissement Montluçon zugeordnet und neu zugeschnitten. Die landesweiten Änderungen in der Zusammensetzung der Kantone brachten im März 2015 seine Auflösung.
Siehe auch Geschichte des Départements Allier und Geschichte des Arrondissements Montluçon.

## Gemeinden
| Gemeinde  | Einwohner Jahr | Fläche km² | Bevölkerungsdichte | Code INSEE | Postleitzahl |
| --------- | -------------- | ---------- | ------------------ | ---------- | ------------ |
| Domérat   | 9.033 (2013)   | 35,54      | 254 Einw./km²      | 03101      | 03410        |
| Montluçon | 37.839 (2013)  | –          | – Einw./km²        | 03185      | 03100        |

### Einwohnerentwicklung
| Jahr | Einwohner |
| ---- | --------- |
| 1990 | 13.011    |
| 1999 | 12.041    |
| 2006 | 11.838    |
| 2011 | 11.736    |

## Politik
| Vertreter im conseil général des Départements | Vertreter im conseil général des Départements | Vertreter im conseil général des Départements |
| Amtszeit                                      | Name                                          | Partei                                        |
| --------------------------------------------- | --------------------------------------------- | --------------------------------------------- |
| 2004–2015                                     | Marc Malbet                                   | PS                                            |